# ゲランガム
ゲランガム（gellan gum）とは、複合多糖類（ヘテロ多糖）に分類される多糖類（ポリサッカライド）であり、繰り返し単位を持ったポリマーの1種である。片仮名表記ではジェランガムと書かれることもある他、別名としてゲラン、ポリサッカライドS-60（略称、PS-60）などがあるものの、本稿では以降ゲランガムに統一する。

## 概要
ゲランガムは、真正細菌の1種のPseudomonas elodeaによって合成される水溶性の多糖類として知られている。その化学構造から、多糖類（大きな分子）でありながら水溶性を示す。しかし、容易にゲル化もする性質を持つ。一部の点眼剤（目薬）の添加物、培地のゲル化剤、食品添加物など、様々な用途で用いられている。

## 化学構造

ゲランガムの構造。

ゲランガムは、単糖が直鎖状に連結したポリマーとしてできた高分子化合物である。ポリマーの繰り返し単位は、2つのD-グルコース残基と1つのL-ラムノース残基と1つのD-グルクロン酸残基から構成される四糖である。四糖の繰り返し構造は、
[D-Glc(β1→4)D-GlcA(β1→4)D-Glc(β1→4)L-Rha(α1→3)]n
である。
なお、この繰り返し単位が何回繰り返されるかは完全には決まっていない。グルクロン酸は6位にカルボキシ基を持っているため、この四糖の繰り返し単位ごとに1個のカルボキシ基を持っている。このため、純水を使ってゲランガムを水溶液にするとカルボキシ基の一部が電離するため負に帯電し、クーロン力による反発が起こるため（水中でゲランガムの分子同士が反発してバラバラになるので）水溶性を示す。しかし、水溶液中にナトリウムイオンやカルシウムイオンなど正電荷を持ったイオンが加わると、電気的に中和されてしまうため、ゲランガムの水溶性は低下してゲル化する。地球上では、ナトリウムイオンやカルシウムイオンは随所に存在しているため、ゲランガムは容易にゲル化する。

## 利用法
ゲランガムは、様々な用途に用いられている。この節では、その例を幾つか紹介する。

### 点眼剤の添加物
ヒトの涙液にはナトリウムイオンなどが含まれている。このため、点眼剤にゲランガムを入れておくと、涙液と混じった時、つまり、眼球表面でゲル化する。点眼剤は容易に流れてしまうため、点眼剤がなるべく長く眼球表面に留まるようにする意図で、点眼剤にゲランガムを添加する場合がある。

### 培地のゲル化剤
ゲランガムは製造販売業者によって Nanogel-TC、Grovgel、AppliedGel、フィタゲルまたはゲルライトなどの商標名があり、寒天培地に代わる微生物培養におけるゲル化剤として用いられている。120℃の熱にも耐えられるため好熱性の有機体に有用である。また、シャーレ上での植物の細胞培養におけるゲル化剤にも用いられる。ゲランガムは非常にクリアーなゲルであるため光学顕微鏡による細胞や組織の観測が容易である。不活性であると宣伝されているが、蘚類の一種ヒメツリガネゴケの実験ではゲル化剤（寒天またはゲルライト）が植物細胞培養において植物ホルモンの感受性に影響することが分かっている。

### 食品添加物
ゲランガムは食品科学の分野でも用いられる。EU諸国では食品添加物としてE番号（E418）が与えられており、増粘安定剤（増粘多糖類）、乳化剤、安定剤として用いられる。具体的な使用例としては、ゼラチンの代替製品としてベジタリアンのためのグミキャンディの製造に使われる。他に、豆乳中に大豆タンパク質を懸濁させておくためにも使われる。